# John Boutté

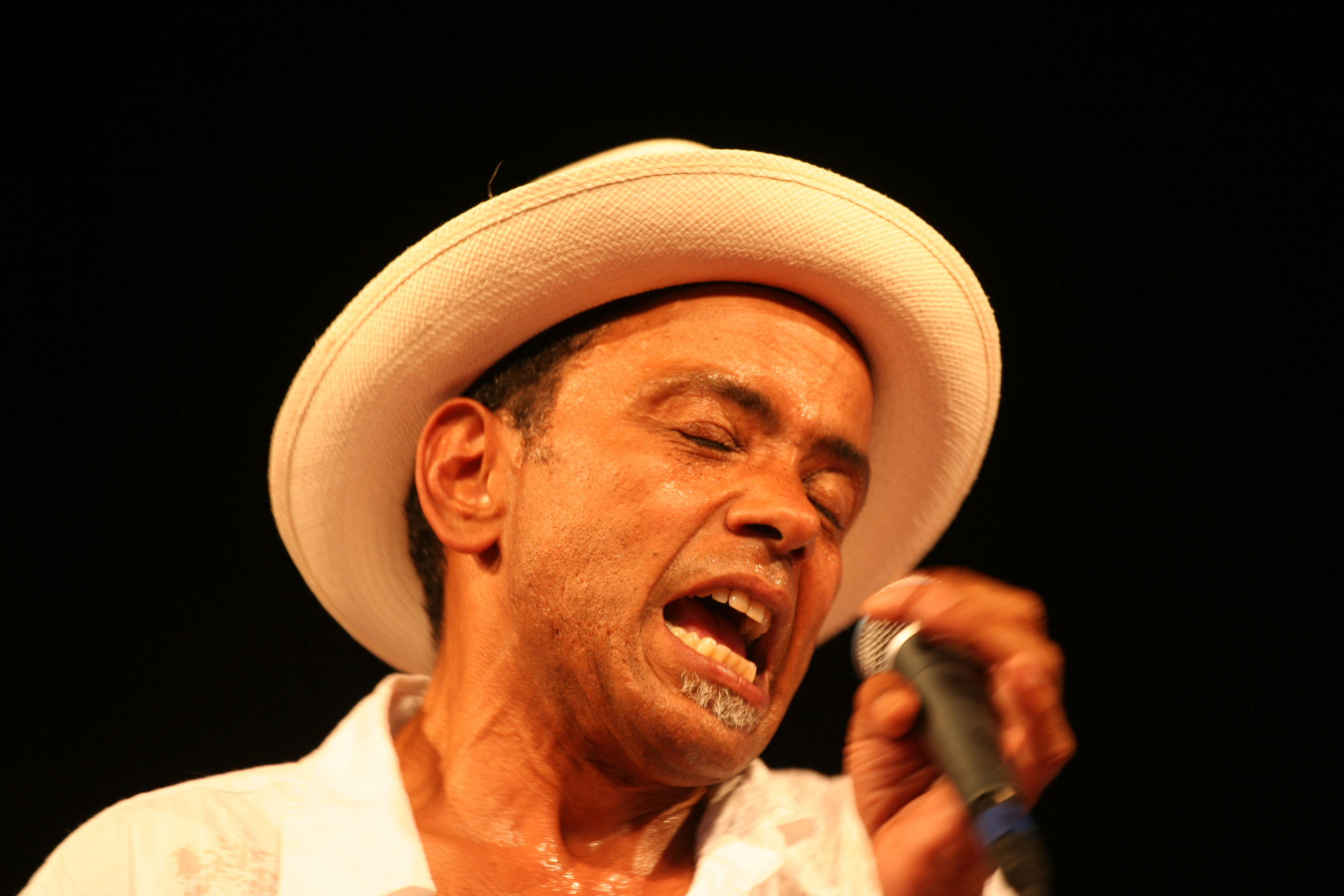
John Boutté (2010)

John Boutté (* 3. November 1958 in New Orleans) ist ein amerikanischer Jazz- und R&B-Musiker (Gesang, Komposition).

## Leben und Wirken
Boutté wuchs in einer musikalischen Familie in New Orleans auf; seine ältere Schwester ist die Sängerin Lillian Boutté. In seiner Junior-High-School- und High-School-Zeit spielte er, angeregt auch durch Danny Barker, Louis Nelson und Paul Barbarin, Trompete und Kornett in Marching Bands. Während dieser Zeit gründete er auch eine A-cappella-Gruppe, mit der er auf der Straße sang. Dann studierte er Betriebswirtschaft an der Xavier University of Louisiana. Nach seinem Abschluss wurde er Zeitsoldat in der US-Armee, wo er mit Gospelchören auftrat. Nach seiner Rückkehr arbeitete er zwei Jahre lang für eine Kreditgenossenschaft. Stevie Wonder, der ihn singen hörte, empfahl ihm, eine Karriere in der Musik zu verfolgen. Einen Monat später bat ihn seine Schwester, ihn auf ihrer Europatournee zu begleiten, wo seine professionelle Karriere begann.
Boutté war als Sänger auf Lillian Bouttés Live-Album Gospel United zu hören, das 1994 veröffentlicht wurde. 1996 veröffentlichte er sein Debütalbum mit dem Titel Through the Eyes of a Child. Im selben Jahr erschien das Album Live at Femø mit der Doc Houlind Ragtime Band. 1999 folgte sein Album At the Foot of Canal Street. Weiterhin war er als Gastsänger auf dem Album Mardi Gras Mambo (2000) der kubanischen Gruppe Cubanismo! zu hören, das in New Orleans entstand.
Boutté gründete mit Paul Sanchez das Projekt Stew Called New Orleans, das 2009 ein Album veröffentlichte. Boutté war auch auf John Scofields Album Piety Street aus dem Jahr 2009 zu hören, wo er bei drei Titeln den Gesangspart übernahm. Er trat regelmäßig auf dem New Orleans Jazz and Heritage Festival auf (Live-Mitschnitte 2011 und 2022), war aber auch in Europa, etwa bei JazzAscona, zu erleben.
Bouttés „Treme Song“ von seinem Album Jambalaya (2012) ist der Titelsong der Fernseh-Serie Treme, in der Boutté mehrfach auftrat und sang. 2019 erschien sein Album A Well Tempered Boutté.
Bouttés wurde vom Off Beat regelmäßig als Sänger des Jahres ausgezeichnet.